# Ichneumon feriens
Ichneumon feriens es una especie de insecto del género Ichneumon de la familia Ichneumonidae del orden Hymenoptera.
 Fue descrita por Heinrich en 1961.
Se encuentra en Norteamérica.